# Achen
Achen (fràncic lorenès Ache) és un municipi francès situat al departament del Mosel·la i a la regió del Gran Est. L'any 2007 tenia 996 habitants.

## Demografia

### Població
El 2007 la població de fet d'Achen era de 996 persones. Hi havia 368 famílies, de les quals 84 eren unipersonals (44 homes vivint sols i 40 dones vivint soles), 80 parelles sense fills, 180 parelles amb fills i 24 famílies monoparentals amb fills.
La població ha evolucionat segons el següent gràfic:
Habitants censats

### Habitatges
El 2007 hi havia 400 habitatges, 369 eren l'habitatge principal de la família, 22 eren segones residències i 9 estaven desocupats. 350 eren cases i 39 eren apartaments. Dels 369 habitatges principals, 317 estaven ocupats pels seus propietaris, 42 estaven llogats i ocupats pels llogaters i 10 estaven cedits a títol gratuït; 1 tenia una cambra, 9 en tenien dues, 28 en tenien tres, 68 en tenien quatre i 263 en tenien cinc o més. 321 habitatges disposaven pel capbaix d'una plaça de pàrquing. A 120 habitatges hi havia un automòbil i a 203 n'hi havia dos o més.

### Piràmide de població
La piràmide de població per edats i sexe el 2009 era:
| Homes | Edats   | Dones |
| ----- | ------- | ----- |
| 4     | 95 o +  | 0     |
| 0     | 90 a 94 | 4     |
| 0     | 85 a 89 | 12    |
| 4     | 80 a 84 | 8     |
| 0     | 75 a 79 | 16    |
| 8     | 70 a 74 | 28    |
| 40    | 65 a 69 | 24    |
| 16    | 60 a 64 | 28    |
| 24    | 55 a 59 | 16    |
| 68    | 50 a 54 | 40    |
| 16    | 45 a 49 | 52    |
| 36    | 40 a 44 | 24    |
| 40    | 35 a 39 | 32    |
| 28    | 30 a 34 | 24    |
| 44    | 25 a 29 | 32    |
| 40    | 20 a 24 | 32    |
| 40    | 15 a 19 | 20    |
| 32    | 10 a 14 | 24    |
| 12    | 5 a 9   | 36    |
| 8     | 0 a 4   | 16    |

## Economia
El 2007 la població en edat de treballar era de 664 persones, 462 eren actives i 202 eren inactives. De les 462 persones actives 428 estaven ocupades (246 homes i 182 dones) i 34 estaven aturades (14 homes i 20 dones). De les 202 persones inactives 86 estaven jubilades, 52 estaven estudiant i 64 estaven classificades com a «altres inactius».

### Ingressos
El 2009 a Achen hi havia 382 unitats fiscals que integraven 1.033,5 persones, la mediana anual d'ingressos fiscals per persona era de 18.707 €.

### Activitats econòmiques
Dels 15 establiments que hi havia el 2007, 1 era d'una empresa extractiva, 2 d'empreses de fabricació d'altres productes industrials, 3 d'empreses de construcció, 2 d'empreses de comerç i reparació d'automòbils, 1 d'una empresa de transport, 1 d'una empresa d'hostatgeria i restauració, 1 d'una empresa financera, 3 d'entitats de l'administració pública i 1 d'una empresa classificada com a «altres activitats de serveis».
Dels 7 establiments de servei als particulars que hi havia el 2009, 1 era una oficina bancària, 1 taller de reparació d'automòbils i de material agrícola, 1 guixaire pintor, 1 fusteria, 1 lampisteria, 1 perruqueria i 1 restaurant.
L'únic establiment comercial que hi havia el 2009 era una fleca.
L'any 2000 a Achen hi havia 14 explotacions agrícoles que ocupaven un total de 576 hectàrees.

## Equipaments sanitaris i escolars
L'únic equipament sanitari que hi havia el 2009 era una farmàcia.
El 2009 hi havia una escola elemental.

## Poblacions més properes
El següent diagrama mostra les poblacions més properes.